# Anders Pers
Anders Pers (i riksdagen kallad Pers i Västerås), född 24 februari 1860 i Mora, död 23 augusti 1951 i Västerås, var en svensk publicist och politiker (Folkpartiet). Han var far till Anders Yngve Pers och farfar till Anders H. Pers.

## Biografi
Anders Pers, som kom från en bondesläkt, var småskollärare 1877-1882 och folkskollärare 1884-1886, varefter han var förvaltare på ett lantbruk i Kila 1887-1901. Han ägnade sig därefter helt åt journalistik och politik.
Pers var ägare och ansvarig utgivare för Vestmanlands Läns Tidning 1898-1948 och var också tidningens huvudredaktör 1908-1948. Under hans ledning utvecklades tidningen till en av de ledande utanför storstäderna, likaså en av de tydligaste pressrösterna mot nazismen under andra världskriget. Det var också tack vare en artikel i denna tidning, författad av Pers, som Vasaloppet kom till (första Vasaloppet hölls den 19 mars 1922).
Pers var också politiskt aktiv liberal, först i Frisinnade landsföreningen, under den liberala splittringsperioden i Sveriges liberala parti och från 1935 i det återförenade Folkpartiet. I Västerås var han ledamot i stadsfullmäktige 1905-1906 och 1913-1938, och han var också ledamot i Västmanlands läns landsting 1911-1927.
Pers var riksdagsledamot i första kammaren 1911-1927 för Kopparbergs läns valkrets. I riksdagen tillhörde han först Frisinnade landsföreningens riksdagsgrupp Liberala samlingspartiet, därefter Sveriges liberala partis riksdagsgrupp Liberala riksdagspartiet. Han var bland annat ledamot i statsutskottet 1915-1919 och 1927 och engagerade sig inte minst i socialpolitiska frågor. Som enskild riksdagsledamot drev han också kravet på återinförande av majoritetsval i enmansvalkretsar. Anders Pers var också flitigt anlitad i olika statliga utredningar.
Pers var även aktiv som hembygdsförfattare. Bland hans verk märks Rull Mats, människor och natur i min hembygd (1922), Bälter Sven Ersson (1925), Mora sockens äldsta skattelängder (1926), samt Vestmanlands Läns Tidning 1831-1931 (1931). Han var även ordförande i Svenska tidningsutgivareföreningens styrelse 1920-24.